# Рубен Файн
Рубен Файн (на английски: Reuben Fine) е американски шахматист и шахматен теоретик, един от най-добрите играчи от средата на 30-те и началото на 50-те години на 20 век. Получава званието гросмайстор през 1950 г. Автор е на редица книги в областта на шахматната проблематика и психологията.

## Биография
Роден е на 11 октомври 1914 година в Ню Йорк, САЩ. През 1932 получава бакалавърска степен от Градския колеж в Ню Йорк, а през 1948 г. защитава докторска дисертация по психология в Университета в Южна Каролина.
Той е седемкратен шампион на САЩ по шахмат (1932, 1933, 1934, 1935, 1939, 1940, 1941). Участва на три шахматни олимпиади, където изиграва 45 партии (20 победи, 19 равенства и 6 загуби). С отбора на САЩ е шампион във всички състезания, а през 1937 г. печели индивидуален златен медал на втора дъска.
След смъртта на Александър Алехин отказва участие в мач за световната титла по шахмат от 1948 г. В края на годината изиграва едно от последните си състезания по шахмат в Ню Йорк, като печели турнира с 8 от 9 възможни точки пред Мигел Найдорф, Макс Еве и Херман Пилник.
Почива от инфаркт на 26 март 1993 година в Ню Йорк.

## Участия на шахматни олимпиади
| Година | Организатор | Отбор | Класиране (отборно) | Дъска |
| 1933   | Фолкстоун   | САЩ   | 1                   | Трета |
| 1935   | Варшава     | САЩ   | 1                   | Първа |
| 1937   | Стокхолм    | САЩ   | 1                   | Втора |

### Шахмат
- Basic Chess Endings, by Reuben Fine, 1941, McKay. Revised in 2003 by Pal Benko. ISBN 0-8129-3493-8.
- The Ideas Behind the Chess Openings, by Reuben Fine, 1943. Revised in 1989. McKay, ISBN 0-8129-1756-1.
- Practical Chess Openings, by Reuben Fine.
- The Middlegame in Chess, by Reuben Fine. ISBN 0-8129-3484-9.
- Modern Chess Openings, sixth Edition, by Reuben Fine.
- Chess the Easy Way, by Reuben Fine, 1942. 1986 Paperback re-issue. ISBN 0-671-62427-X
- Chess Marches On, by Reuben Fine, 1946.
- Dr. Lasker's Chess Career, by Reuben Fine and Fred Reinfeld, 1935.
- Lessons From My Games, by Reuben Fine, 1958.
- The Psychology of the Chess Player, by Reuben Fine, 1967.
- Bobby Fischer's Conquest of the World's Chess Championship: The Psychology and Tactics of the Title Match, by Reuben Fine, 1973. ISBN 0-923891-47-1
- The World's Great Chess Games, by Reuben Fine; Dover; 1983. ISBN 0-486-24512-8.

### Психология
- Freud: a Critical Re-evaluation of his Theories, by Reuben Fine (1962).
- The Healing of the Mind, by Reuben Fine (1971).
- The Development of Freud's Thought, by Reuben Fine (1973).
- Psychoanalytic Psychology, by Reuben Fine (1975).
- The History of Psychoanalysis, by Reuben Fine (1979).
- The Psychoanalytic Vision, by Reuben Fine (1981).
- The Logic of Psychology, by Reuben Fine (1985).
- The Meaning of Love in Human Experience, by Reuben Fine (1985).
- Narcissism, the Self, and Society, by Reuben Fine (1986).
- The Forgotten Man: Understanding the Male Psyche, by Reuben Fine (1987).